# Benassi Bros.
A Benassi Bros. egy elektronikus zenét játszó csapat. Az együttes tagjai Benny Benassi és Alle Benassi, akik a 80-as évek végén kezdtek DJ szetteket csinálni a szülővárosukban, mielőtt Larry Pignanoli Off Limits produkciós stúdiójába nem költöztek a 90-es évek közepén. Számos együttest alapítottak, mint például a Whigfield, a J.K. és az Ally & Jo. A nevük, Benassi Bros. (Benassi fivérek) ellenére valójában csak unokatestvérek. Az "Illusion" nagyon népszerűvé vált az amerikai klubzenei életben a 4. helyet elérve a Hot Dance Club Play-en, amit a "Hit My Heart" követett a 15. helyet megszerezve.

## Fordítás
- Ez a szócikk részben vagy egészben  a   Benassi Bros. című angol Wikipédia-szócikk fordításán alapul.  Az eredeti cikk szerkesztőit annak laptörténete sorolja fel. Ez a jelzés csupán a megfogalmazás eredetét és a szerzői jogokat jelzi, nem szolgál a cikkben szereplő információk forrásmegjelöléseként.